# Saitama
Saitama (jap. さいたま市 Saitama-shi, deutsch ‚(kreisfreie) Stadt Saitama‘, englisch Saitama City/City of Saitama) ist die jüngste Millionenstadt Japans mit 1.320.571 Einwohnern (1. März 2021) auf einer Fläche von 217,49 Quadratkilometern. Sie liegt nördlich der japanischen Hauptstadt Tokio, im Süden der gleichnamigen Präfektur Saitama in der Kantō-Ebene und ist Sitz der Präfekturverwaltung.
Saitama gehört zur Metropolregion Tokio, es ist mit der Shinkansen nur 15 Minuten von Tokio entfernt. Die größten Zentren des öffentlichen Lebens konzentrieren sich um die Bahnhöfe Omiya (mit 310.400 Passagieren pro Tag der größte Bahnhof der Präfektur), Shintoshin (mit der Saitama Super Arena) und Urawa. Einige Spiele der Fußball-Weltmeisterschaft 2002 wurden im Saitama Stadium ausgetragen, das auch Heimat der Erstliga-Mannschaft Urawa Reds ist.

## Geographie

### Verwaltungsgliederung
Die Stadt ist seit der Ernennung zur Großstadt 2003 in zunächst neun, nach der Eingemeindung der Stadt Iwatsuki 2005 zehn Stadtbezirke (区 -ku) unterteilt, von denen jeder seit April 2005 eine offizielle Farbe besitzt:
| Nr. in Karte | Code mit Prüfziffer | Name        | Name                         | Fläche (in km2) | Bevölkerung  | Bevölkerung  | Bevölkerungs- dichte (in Ew/km2) | Stadt vor 2001/2005 |
| Nr. in Karte | Code mit Prüfziffer | lat.        | jap.                         | 1. Januar 2023  | 1. März 2021 | 1. Okt. 2015 | Bevölkerungs- dichte (in Ew/km2) | Stadt vor 2001/2005 |
| ------------ | ------------------- | ----------- | ---------------------------- | --------------- | ------------ | ------------ | -------------------------------- | ------------------- |
| 7            | 11101-5             | Nishi-ku    | 西区 („Bezirk West“)         | 29,12           | 93.853       | 87.146       | 2992,65                          | Ōmiya-shi           |
| 3            | 11102-3             | Kita-ku     | 北区 („Bezirk Nord“)         | 16,86           | 147.070      | 143.446      | 8508,07                          | Ōmiya-shi           |
| 8            | 11103-1             | Ōmiya-ku    | 大宮区                       | 12,80           | 118.194      | 113.864      | 8895,63                          | Ōmiya-shi           |
| 6            | 11104-0             | Minuma-ku   | 見沼区                       | 30,69           | 164.753      | 161.960      | 5277,29                          | Ōmiya-shi           |
| 1            | 11105-8             | Chūō-ku     | 中央区 („Bezirk Mitte“)      | 8,39            | 102.226      | 98.762       | 11.771,39                        | Yono-shi            |
| 9            | 11106-6             | Sakura-ku   | 桜区                         | 18,64           | 98.197       | 97.910       | 5252,68                          | Urawa-shi           |
| 10           | 11107-4             | Urawa-ku    | 浦和区                       | 11,51           | 165.199      | 154.416      | 13.415,81                        | Urawa-shi           |
| 5            | 11108-2             | Minami-ku   | 南区 („Bezirk Süd“)          | 13,82           | 192.106      | 180.152      | 13035,6                          | Urawa-shi           |
| 4            | 11109-1             | Midori-ku   | 緑区                         | 26,44           | 127.444      | 116.522      | 4407,03                          | Urawa-shi           |
| 2            | 11110-4             | Iwatsuki-ku | 岩槻区                       | 49,17           | 111.529      | 109.801      | 2233,09                          | Iwatsuki-shi (2005) |
|              | 11100-1             | Saitama-shi | さいたま市 („Stadt Saitama“) | 217,43          | 1.320.571    | 1.263.979    | 5813,27                          | (4 -shi)            |

Die Stadtbezirke und ihre Farben

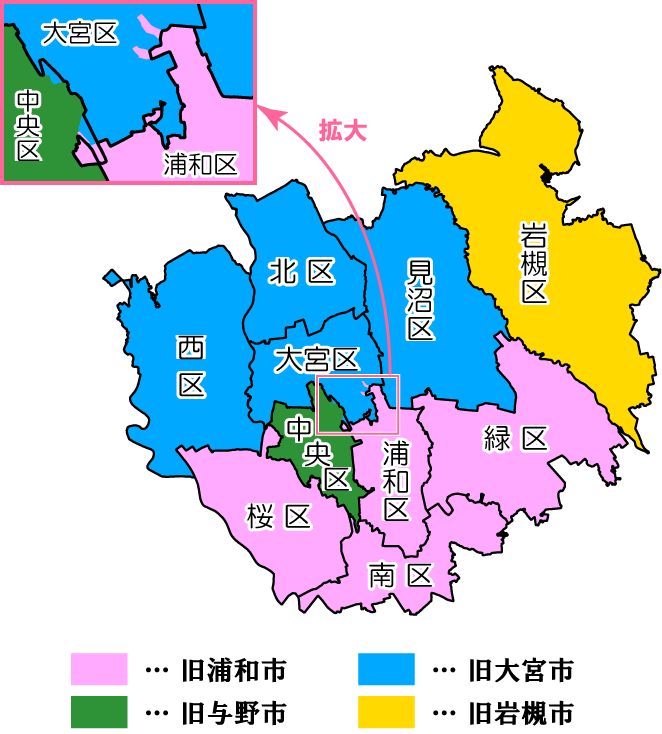
Die vier Vorläuferstädte und die heutigen Stadtbezirke

Das Verwaltungszentrum mit dem Rathaus liegt in Urawa-ku. Ansonsten ist Saitama sehr dezentral, hat als zusammengewachsener Städteteppich weder ein städtebauliches Zentrum noch irgendeine andere ablesbare Stadtstruktur (sein geographisches Zentrum liegt ungefähr in Saitama-Shintoshin), auch geht es an seinen Grenzen nahtlos in die Nachbarstädte über.

### Angrenzende Städte und Gemeinden
| - Ageo - Kawagoe - Kawaguchi - Kasukabe | - Koshigaya - Warabi - Toda - Hasuda | - Fujimi - Shiki - Asaka |

Durch Saitama fließt der Arakawa.

## Geschichte
Der Großteil des heutigen Gebiets der Stadt Saitama lag historisch im Kreis Adachi (später Nord-Adachi) der Provinz Musashi, nur die 2005 eingemeindete Stadt Iwatsuki lag im Kreis Saitama (später Süd-Saitama). In der Edo-Zeit waren weite Teile der Provinz Musashi um den Regierungssitz Edo und auch des Kreises Adachi Hatamoto- oder Shōgunatsland (bakuryō), also nicht Teil eines Fürstentums (-han). Im Nordosten herrschten von der Burg Iwatsuki zuletzt die Ōoka über das Fürstentum Iwatsuki, das sich zum Ende der Edo-Zeit unter anderem über Teile des Kreises Saitama erstreckte, aber auch Besitzungen in anderen Provinzen, vor allem in Kazusa, umfasste.

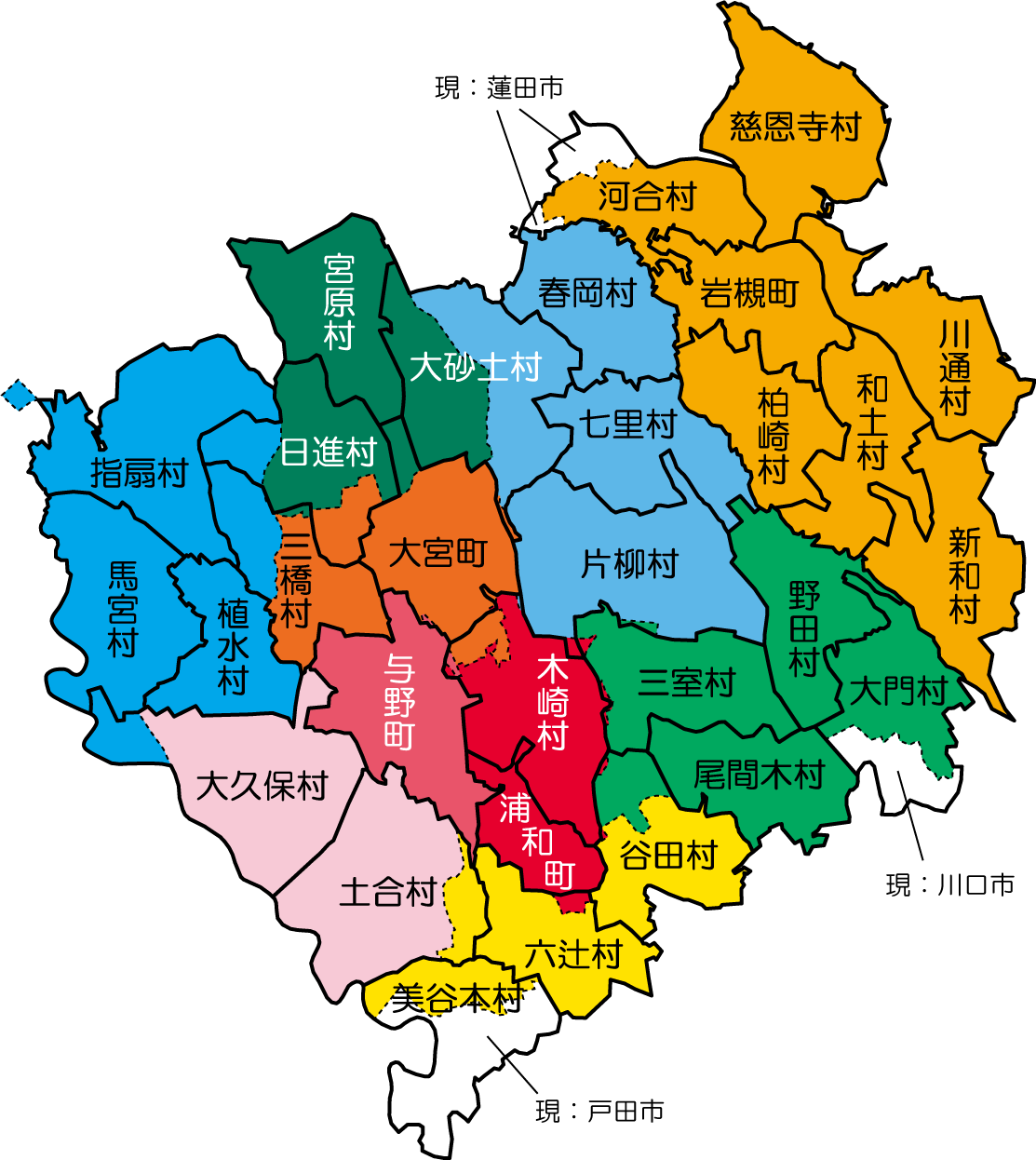
Gemeinden auf dem heutigen Gebiet der Stadt Saitama in den 1920er Jahren, heutige Bezirke in Flächenfarben, heutige Teile von Nachbargemeinden weiß. Nur die damaligen kreisangehörigen Städte (-machi) Urawa, Ōmiya, Yono und Iwatsuki überdauerten die große Shōwa-Gebietsreform der Nachkriegszeit, die umliegenden Dörfer wurden eingemeindet.

Karte der Gebiete mit hoher Bevölkerungsdichte (jinkō shūchū chiku, engl. DIDs, siehe Volkszählung (Japan) – näherungsweise: zusammenhängende Gebiete mit >4000 Ew./km²) in und um die heutige Stadt Saitama in Fünfjahresschritten 1960–2010. Urawa, Ōmiya und Yono bilden bereits 1960 ein zusammenhängendes verdichtetes Gebiet.

In der Meiji-Zeit wurden die Kreise Nord-Adachi und Süd-Saitama Teil der Präfektur (-ken) Saitama, deren Verwaltungssitz in der späteren Stadt Urawa eingerichtet wurde. Im 20. Jahrhundert wurde das Gebiet schrittweise in vier kreisfreien Städten (-shi) konsolidiert: Urawa, die Präfekturhauptstadt von Saitama und ehemalige Kreisstadt von Nord-Adachi, wurde 1934 erst als vierte Stadt in Saitama (nach Kawagoe, Kumagaya und Kawaguchi) kreisfrei und absorbierte in den 1940ern und 50ern mehrere Nachbargemeinden. Ōmiya fusionierte 1940 mit vier Nachbargemeinden, wurde gleichzeitig kreisfrei und 1956 um weitere umliegende Gemeinden erweitert, Iwatsuki, einst Sitz der Kreisverwaltung von Süd-Saitama, wurde 1954 kreisfrei und Yono – weitgehend ohne Gebietsveränderung seit 1889 – schließlich 1958.
Die kreisfreie Stadt (-shi) Saitama entstand per Dekret am 1. Mai 2001 aus den Städten Urawa, Ōmiya und Yono. 2003 wurde sie durch Verordnung bestimmte Großstadt und in Bezirke (-ku) unterteilt. Am 1. April 2005 wurde außerdem die angrenzende Stadt Iwatsuki einverleibt. Damit ist heute Saitama die zehntgrößte Stadt Japans.
Mit der Vereinigung der Städte Urawa, Omiya und Yono sollte die neu entstandene Präfekturhauptstadt auch einen neuen Namen erhalten. In einer öffentlichen Befragung setzte sich der Präfekturname Saitama (埼玉), geschrieben in den üblichen chinesischen Schriftzeichen, durch. Trotzdem entschieden sich die Offiziellen für die in der Silbenschrift Hiragana geschriebene Version (さいたま) mit identischer Aussprache, die bei der Umfrage den zweiten Platz belegte. Platz drei belegte der Name Omiya, Platz vier Saitama (彩玉), geschrieben mit einem alternativen Kanji für sai (彩), das bunt bedeutet. Saitama ist die einzige Präfekturhauptstadt, die sich nur in Hiragana schreibt.
Der Name der Präfektur Saitama leitet sich vom Namen des Landkreises Saitama (埼玉郡, Saitama-gun, historisch auch Sakitama-gun) im Osten ab, dessen Name von Sakitama (mit der Sakitama-Kofungruppe) im nördlichen Teil des Kreises Saitama, heute Teil der Stadt Gyōda. Sai (埼) ist eine seltenere Version des Schriftzeichens 崎 (sai) und bedeutet Bergausläufer, tama (玉) steht für Ball oder Kugel.

### Saitama-Shintoshin
Bereits 1986 begann man mit Überlegungen zum Bau eines neuen, gemeinsamen Zentrums für die neue Präfekturhauptstadt Saitama, Saitama-Shintoshin (さいたま新都心), dem Neuen Stadtzentrum Saitama. Ab 1991 entstand bis zur Eröffnung im Jahr 2000 auf einem über 47 Hektar großen Areal im Süden von Ōmiya, an der Grenze zu Urawa und Yono, ein (im städtebaulich normalerweise planlosen Japan) einzigartiges und markantes städtebauliches Ensemble, von vier Büro- und Hotelhochhäusern, einem Fernmeldeturm, einer neuen S-Bahn-Station, einem Einkaufszentrum und der Veranstaltungshalle Saitama Super Arena um dem öffentlichen Platz Keyaki-Hiroba. Saitama-Shintoshin zählt zu den bedeutenden japanischen innerstädtischen Projekten, vergleichbar mit Tokios Hochhausbezirk Nishi-Shinjuku und Minato Mirai 21 in Yokohama.
Insgesamt wurden rund 1.800.000 Quadratmeter neu gebaut. Der Fernmeldeturm NTT DoCoMo Saitama Building (NTTドコモ埼玉ビル) ist mit 218,50 Metern das höchste Bauwerk der ganzen Präfektur Saitama, der Land Axis Tower (ランド・アクシス・タワー) mit seinen 168,30 Metern das höchste Gebäude. Die benachbarten Saitama Government Tower 1 (153,90 Meter), Saitama Government Tower 2 (138,70 Meter) und Saitama-Shintoshin MPT Building (129,80 Meter) folgen auf den Plätzen zwei, drei und vier der höchsten Gebäude. Der geplante Bau des über 300 Meter hohen Saitama Towers (und damit theoretisch höchsten Gebäude Japans) wurde bis heute nicht realisiert.

### Einwohnerentwicklung
Saitama ist mit 1.193.926 Einwohnern aktuell die zehntgrößte Stadt in Japan, 599.037 Männer und 594.889 Frauen leben in insgesamt 494.112 Haushalten. Das Durchschnittsalter beträgt 39,8 Jahre (bei Männern 38,9 und bei Frauen 40,7).

## Politik
- KPJ: 6
- Fraktionslos: 7
- KDP/Unabh. Vers. (Rikken Minshu/mushozoku no kai): 13
- Ishin: 4
- Kōmeitō: 11
- LDP Saitama  (自由民主党さいたま市議会議員団 Jiyūminshutō Saitama-shigikai giindan): 9
- Saitama LDP (さいたま市議会自由民主党議員団 Saitama-shigikai jiyūminshutō giindan): 10

Bürgermeister von Saitama (Saitama shichō) ist seit 2009 Hayato Shimizu. Er wurde am 23. Mai 2021 mit über 71 % der Stimmen gegen den KPJ-gestützten Herausforderer Hideo Maejima für eine vierte Amtszeit wiedergewählt. Die Wahlbeteiligung erreichte mit 28,7 % ein neues Rekordtief.
Das Stadtparlament von Saitama (Saitama shigikai) hat regulär 60 Mitglieder, die in zehn mit den Stadtbezirken deckungsgleichen Wahlkreisen bei den einheitlichen Wahlen im April 2023 gewählt wurden. Die Liberaldemokratische Partei blieb mit 19 Sitzen stärkste Partei. Allerdings verteilen sich ihre Abgeordneten seit einer Spaltung 2017 auf zwei Fraktionen.
Ins 93-köpfige Präfekturparlament von Saitama (Saitama kengikai) wählt die Stadt Saitama 14 Abgeordnete, auch dabei dienen die Stadtbezirke als Wahlkreise: sechs Einmandats- und vier Zweimandatswahlkreise. Die Präfekturparlamentswahlen finden ebenfalls im einheitlichen Wahlzyklus statt.

Unterhauswahlkreise und Gemeinden in Saitama mit der Stadt Saitama in lila

Für das Unterhaus des nationalen Parlaments erstreckt sich die Stadt seit einer Neuordnung der Wahlkreise 2022 und der Wahl 2024 in die Wahlkreise 1, 5, 15 und 16 der Präfektur Saitama, die nach der Wahl 2024 durch drei Liberaldemokraten und den ehemaligen KDP-Vorsitzenden Yukio Edano vertreten werden.

### Städtepartnerschaften
Saitama unterhält mit folgenden Städten internationale Partnerschaften:
- Toluca, Mexiko, seit 1979 mit damals Urawa
- Zhengzhou, China, seit 1981 mit Urawa
- Hamilton, Neuseeland, seit 1984 mit Urawa
- Richmond (Virginia), USA, seit 1994 mit Urawa
- Nanaimo, Kanada, seit 1996 mit Iwatsuki
- Pittsburgh, USA, seit 1998 mit Ōmiya

Und Partnerschaften mit folgenden Ortschaften in Japan:
- Minami-Aizu (entstanden aus Nangō, Partnerschaft seit 1975 mit damals Urawa, und Tateiwa, seit 1982 mit Ōmiya).
- Minamibōsō, seit 1981 mit Iwatsuki
- Minami-Uonuma, seit 1988 mit Yono
- Minakami, seit 2004.
- Kamogawa, seit 2004.

## Kultur und Sehenswürdigkeiten

### Sport

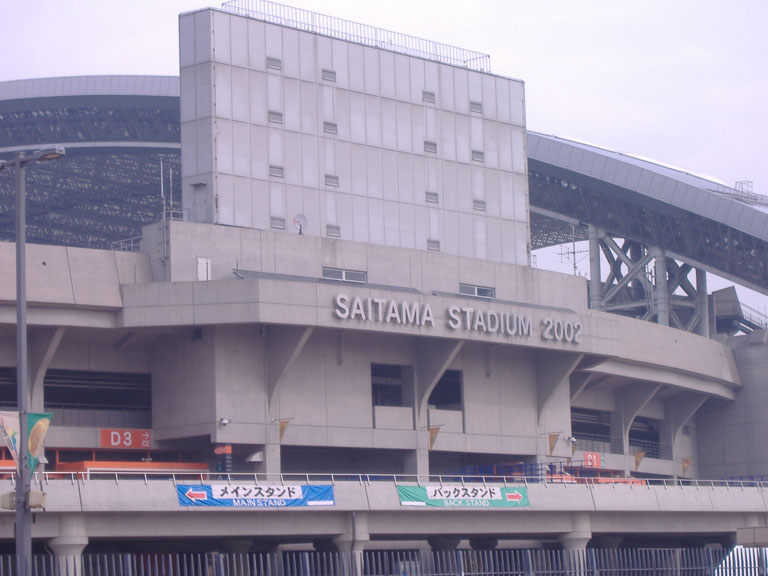
Saitama Stadium

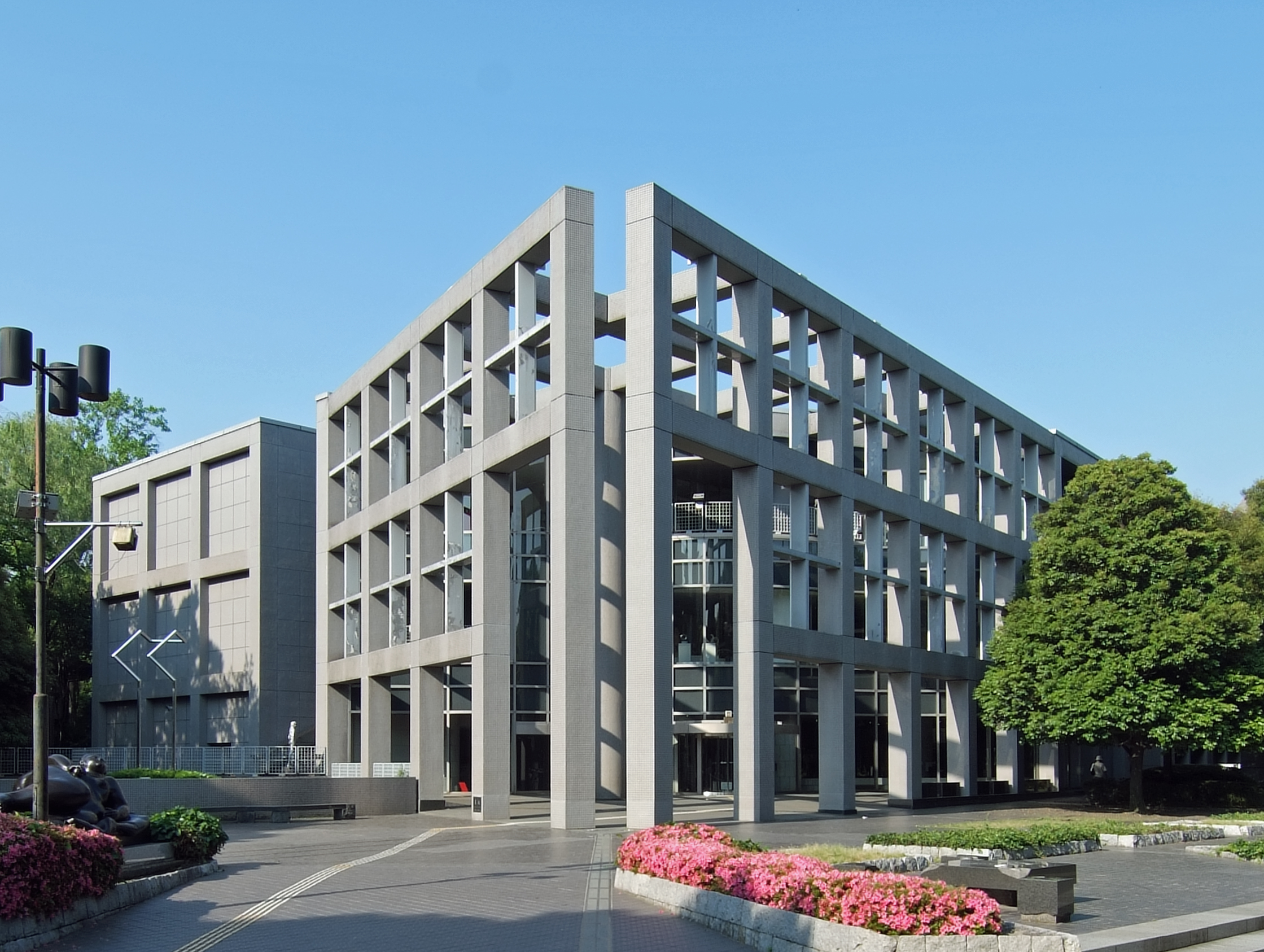
The MOMAS in the North Urawa Park (Kita-Urawa kōen) in Urawa Ward (Urawa-ku)

Saitama ist die Heimat zweier Fußballvereine, die in der Profiliga J. League spielen: Der aktuelle Meister Urawa Reds spielt im anlässlich der Fußball-Weltmeisterschaft 2002 errichteten Saitama Stadium und im kleineren Urawa Komaba Stadion, der Lokalrivale Ōmiya Ardija im Omiya Park-Stadion.
Die zweite Mannschaft der Baseballmannschaft Chiba Lotte Marines ist seit 1989 im Lotte-Urawa-Baseballstadion (Lotte Urawa Kyūjō) beheimatet.

### Universitäten
- Universität Saitama

### Sehenswürdigkeiten
- Burg Iwatsuki
- Hikawa-Schrein
- Jion-ji
- Ōmiya Bonsai-Dorf
- Tajimagahara-Primelhabitat, Besonderes Naturdenkmal Japans
- The Museum of Modern Art Saitama (MOMAS; englisch für das 埼玉県立近代美術館 Saitama-kenritsu kindai bijutsukan, deutsch ‚Museum für moderne Kunst der Präfektur Saitama‘), erbaut 1982 in der damaligen Stadt Urawa; Architekt Kurokawa Kisho[11]

## Infrastruktur

### Verkehr

#### Zug

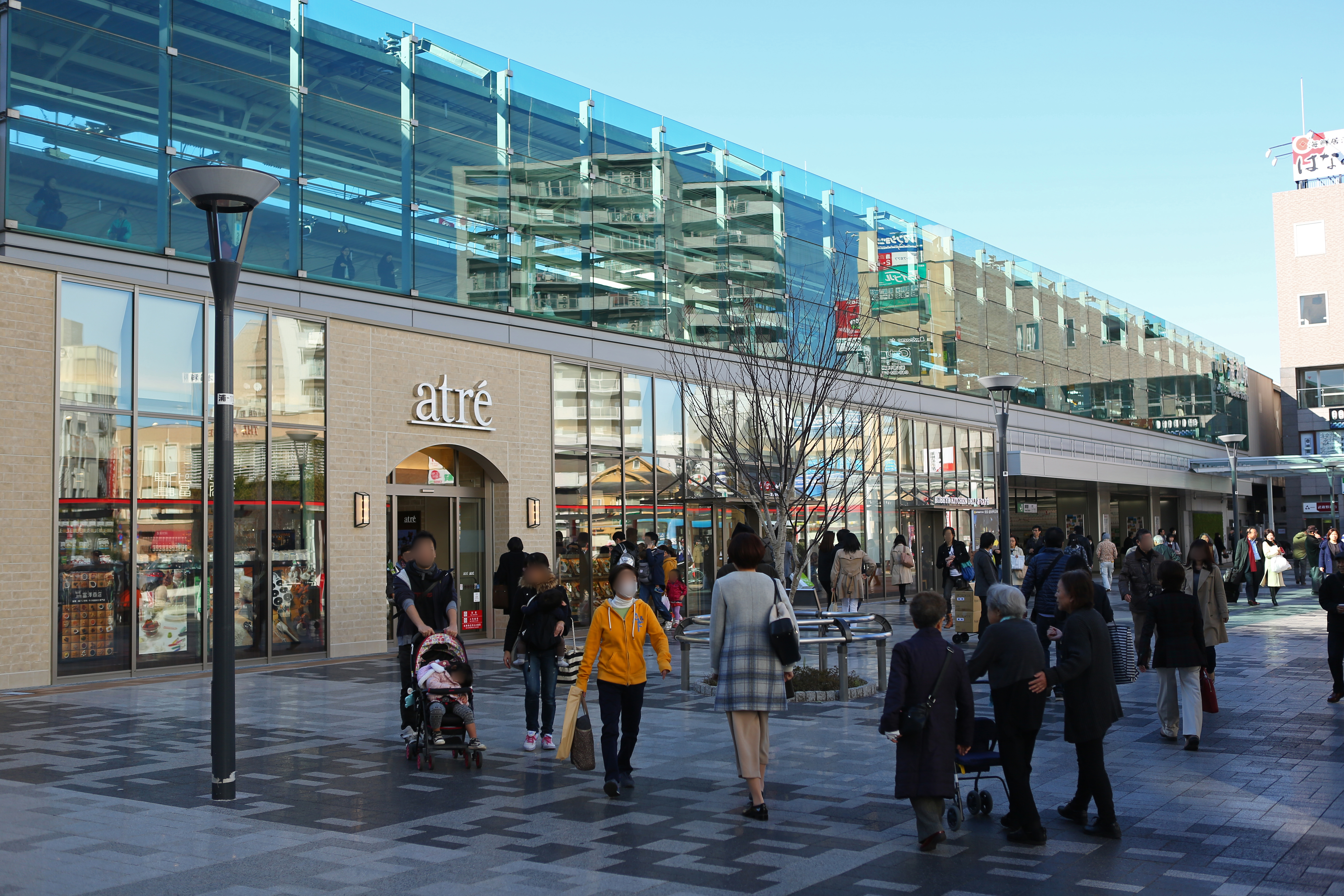
Bahnhof Urawa

- JR Tōhoku-Shinkansen, Bahnhof Ōmiya, nach Tōkyō oder Aomori
- JR Jōetsu-Shinkansen, Bahnhof Ōmiya, nach Tokio oder Niigata
- JR Hokuriku-Shinkansen, Bahnhof Ōmiya, nach Tokio oder Kanazawa
- JR Takasaki-Linie, Bahnhöfe Urawa, Saitama-Shintoshin, Omiya, und Miyahara, nach Ueno (Tokio) oder Takasaki
- JR Keihin-Tōhoku-Linie, Bahnhöfe Minami-Urawa, Urawa, Kita-Urawa, Saitama-Shintoshin und Omiya, nach Yokohama
- JR Saikyō-Linie, Bahnhöfe Musashi-Urawa, Naka-Urawa, Minami-Yono, Yono-Honmachi, Kita-Yono und Omiya, nach Shinjuku und Odaiba
- JR Kawagoe-Linie, Bahnhöfe Sashiogi, Nisshin und Omiya, nach Kawagoe
- JR Utsunomiya-Linie, Bahnhöfe Urawa, Saitama-Shintoshin, Omiya, Toro, Higashi-Omiya nach Utsunomiya und Aomori
- JR Musashino-Linie, Bahnhöfe Nishi-Urawa, Musashi-Urawa, Minami-Urawa und Higashi-Urawa, nach Funabashi und Fuchū
- Tōbu Noda-Linie nach Funabashi

#### U-Bahn
- Saitama-Kōsoku-Bahn

#### Straße
- Tōhoku-Autobahn: nach Aomori
- Nationalstraße 17: nach Tokio oder Niigata
- Nationalstraße 16: nach Yokosuka, Yokohama, Hachiōji oder Chiba
- Nationalstraße 122: nach Tokio oder Nikkō
- Nakasendō
- Sangyoh Dohro

## Persönlichkeiten
- Kōichi Wakata (* 1963), Raumfahrer
- Tatsuya Asanuma (* 1970), Fußballspieler
- Asa Higuchi (* 1970), Manga-Zeichner
- Takashi Sorimachi (* 1973), Fernsehschauspieler und Sänger
- Yūji Ide (* 1975), Rennfahrer
- Daijirō Katō (1976–2003), Motorradrennfahrer
- Makoto Ojiro (* 1982), Mangaka
- Eiji Kawashima (* 1983), Fußballspieler
- Kenji Fujimitsu (* 1986), Sprinter
- Mari Katayama (* 1987), Künstlerin
- Satomi Akesaka (* 1988), Seiyū, Schauspielerin und Musikerin
- Momoko Takahashi (* 1988), Leichtathletin
- Takeru Satoh (* 1989), Filmschauspieler
- Yūsuke Kobayashi (* 1994), Fußballspieler
- Mayu Watanabe (* 1994), Sängerin, Schauspielerin
- Kazaki Nakagawa (* 1995), Fußballspieler
- Minami (* 1997), Singer-Songwriterin
- Yūki Hashioka (* 1999), Leichtathlet
- Tetsuaki Misawa (* 1999), Fußballspieler
- Kōki Harada (* 2000), Fußballspieler
- Rio Waida (* 2000), indonesischer Surfer
- Yuto Yamada (* 2001), Fußballspieler
- Kanji Kuwayama (* 2002), Fußballspieler
- Shun Nakajima (* 2002), Fußballspieler
- Yuki Joseph Nakajima (* 2002), Sprinter
- Himari Satō (* 2002), Tennisspielerin
- Yu Satō (* 2002), Eishockeyspieler